# Hiroshi Ishii
Hiroshi Ishii (japonès: 石井宏)  (Tòquio, 21 de setembre de 1939) és un nedador japonès, ja retirat, especialista en estil lliure, que va competir durant les dècades de 1950 i 1960.
El 1960 va prendre part en els Jocs Olímpics d'Estiu de Roma, on guanyà la medalla de plata en els 4x200 metres lliures del programa de natació. Formà equip amb Makoto Fukui, Tsuyoshi Yamanaka i Tatsuo Fujimoto. En aquesta cursa establí un nou rècord olímpic. En el seu palmarès també destaca una medalla de plata en els 1.500 metres lliures dels Jocs Asiàtics de 1958.